# 金山村 (香川県)
金山村（かなやまむら）は、香川県綾歌郡にあった村。

## 歴史
- 1890年2月15日 - 町村制施行に伴い、阿野郡福江村（ふくえむら）、江尻村（えじりむら）が合併し、金山村が発足。
- 1899年4月1日 - 阿野郡が鵜足郡と合併し、綾歌郡となる。
- 1936年6月1日 - 綾歌郡坂出町に編入され消滅。